# Meyrickella torquesaria
Meyrickella torquesaria là một loài bướm đêm trong họ Erebidae.